# Катценбах, Рольф
Рольф Катценбах (13 мая 1950 года, Франкфурт-на-Майне) — немецкий инженер-строитель в области геотехники, профессор Технического университета Дармштадта (с 1993 г.).
С 1969 г. Катценбах изучал гражданское строительство в Дармштадтской высшей технической школе, которую он окончил в 1975 г., затем работал научным сотрудником в Институте геотехники под руководством Герберта Брета, где в 1981 г. защитил докторскую степень с отличием (по теме расчета приповерхностных тоннелей в условиях городской застройки). С 1981 года профессор Катценбах работает инженером-консультантом (Consulting Enginer) в области геотехники, занимаясь одновременно научными исследованиями и участвуя в многочисленных крупных национальных и международных проектах. Так, например, он принимал активное участие в проверке надежности конструкций самого высокого небоскреба Германии, Башни Коммерцбанка (Commerzbank-Tower) во Франкфурте, самого высокого здания России, Башни Федерация в Москве, а также самого высокого небоскреба мира, 1007 м в Джидде / Саудовская Аравия.
С 1970-х годов Катценбах занимался исследованием фундаментов высотных зданий (и высотных поселков) и глубоких строительных котлованов во Франкфурте-на-Майне (во Франкфуртской глине, мощность которой здесь составляет от 40 до более 100 м) и их численное моделирование с конечными элементами (Герберт Брет и Петер Аманн были лидерами в разработке в Дармштадте в 1970-х годах [4]). Основываясь на опыте Франкфурта, Катценбах и другие в Дармштадте разработали комбинированный свайно-ростверковый фундамент. Катценбах и другие использовали методы КПП для анализа несущей способности берлинского Рейхстага, возведенного на деревянных столбах и зданий Sony Center в Берлине и здания Института тяжёлых ионов.
Катценбах отвечал за концепцию основания самого высокого немецкого небоскреба, 300-метровой башни Commerzbank Tower во Франкфурте (построенной с 1994 по 1997 год).
В дополнение к взаимодействию между конструкциями в высотных зданиях, глубоких котлованах и строительстве туннелей (включая Франкфуртское метро), он также фокусируется на энергетических основаниях (энергетические сваи, использование геотермальной энергии, сезонное хранение тепла).
Председатель технических комитетов ISSMGE TC5 (экологическая геотехника) и был председатель TC18 (глубокие фундаменты) с 2003 года. В 2013 году он прочитал лекцию Терцаги в Вене (престижное мероприятие среди геотехников).